# L'Argentière-la-Bessée
L'Argentière-la-Bessée je obec v departementu Hautes-Alpes v Alpách na jihovýchodě Francie. Nachází se na okraji národního parku Écrins. Má přibližně 2 300 obyvatel a rozlohu 64,5 km².
Město leží na řece Durance, která je využívána pro jízdu na kajaku, rafting a další vodní sporty. Jižně od města se nachází Argentiere Canoe Slalom Course. V obci se také nachází bývalý stříbrný důl.